# Pelamide
Der Pelamide (Sarda sarda), auch Atlantischer Bonito genannt, ist ein Meeresfisch aus der Familie der Makrelen und Thunfische (Scombridae). Die Fische leben im östlichen Atlantik von Oslo (Norwegen) bis Gqeberha (Südafrika), außerdem im westlichen und nördlichen Mittelmeer und im südlichen Schwarzen Meer. Als Sommergast kommen sie auch in die Nordsee. Eine westatlantische Population kommt von Nova Scotia (Kanada) bis Florida und dem nördlichen Golf von Mexiko vor. Außerdem an den Karibikküsten Kolumbiens und Venezuelas und südlich der Amazonasmündung bis zum nördlichen Argentinien. Im größten Teil der Karibik fehlt der Pelamide.

## Merkmale
Der Pelamide erreicht eine Maximallänge von 90 Zentimeter und wird mit etwa 40 Zentimeter Länge geschlechtsreif. Das maximale veröffentlichte Gewicht liegt bei 11 kg, das Höchstalter bei fünf Jahren. Er hat die typische spindelförmige Form der Thunfische, ein großes Maul und kurze Brust- und Bauchflossen. Die Rückenflosse ist zweigeteilt, mit einem von 20 bis 23 Stacheln gestützten hartstrahligen Teil und einem kürzeren weichstrahligen Teil, der von 15 bis 18 Flossenstrahlen gestützt wird. Die kurze Afterflosse besitzt 14 bis 17 Weichstrahlen. Zwischen Rücken- bzw. Afterflosse und der halbmondförmigen Schwanzflosse finden sich oben und unten auf dem Schwanzflossenstiel 6 bis 9 kleine Flössel. Die Oberseite des Fisches wird durch 5 bis 11 dunkle Längsstreifen gemustert. Die Anzahl der Wirbel liegt bei 50 bis 55. Eine Schwimmblase fehlt. Die Milz ist groß, die Leber besitzt einen länglichen linken und rechten Lappen und einen kurzen Mittellappen. Die Region hinter dem Kopf und um die Brustflossen wird von einem Korsett aus großen, dicken Schuppen bedeckt, der Rest des Körpers ist vollständig von kleinen Schuppen bedeckt.

## Lebensweise
Der Pelamide lebt küstennah in Schulen im Epipelagial in Tiefen von 80 bis 200 Metern. Er verträgt einen weiten Temperaturbereich (12 – 27 °C) und eine wechselnde Salinität (14 – 39 ‰); an Küsten geht er auch in das Brackwasser von Flussmündungen. Als Raubfisch ernährt er sich von kleineren Fischen, darunter auch kleine Artgenossen, Kopffüßern und Krebstieren. Er kann relativ große Beutetiere überwältigen. Eier und Larven sind pelagisch. Im Mittelmeer und an der Küste Marokkos laichen die Fische von Mai bis Juli.

## Nutzung
Der Pelamide wird vor allem im Mittelmeer und im Schwarzen Meer kommerziell befischt.